# Ждрела, Ментор
Ментор Ждрела (алб. Mentor Zhdrella; род. 10 июня 1988 или 6 октября 1990, Приштина) — косовский футболист, полузащитник. Лучший футболист года в Косово (2009, 2010, 2011, 2012).

## Клубная карьера
Ментор Ждрела выступал за целый ряд косовских клубов. В июне 2014 года он подписал контракт с командой албанской Суперлиги «Партизани», но спустя месяц расторг его, так как не смог жить вдали от своей семьи. 22 июля того же года Ждрела стал игроком «Приштины», а спустя год — «Фероникели», за который провёл следующие два сезона. Выиграл с командой Суперлигу Косова в сезоне 2015/16 и вошёл в символическую сборную сезона.
14 июля 2017 года, будучи свободным агентом, Ждрела перешёл в косовский клуб «Лапи».

## Карьера в сборной
21 мая 2014 года Ментор Ждрела дебютировал за сборную Косова в товарищеском матче против сборной Турции, заменив на 72-й минуте поединка нападающего Дардана Реджепи.

## Статистика выступлений

### В сборной
| Матчи и голы Ментора Ждрелы за сборную Косова | Матчи и голы Ментора Ждрелы за сборную Косова | Матчи и голы Ментора Ждрелы за сборную Косова      | Матчи и голы Ментора Ждрелы за сборную Косова | Матчи и голы Ментора Ждрелы за сборную Косова | Матчи и голы Ментора Ждрелы за сборную Косова | Матчи и голы Ментора Ждрелы за сборную Косова |
| №                                             | Дата                                          | Место проведения                                   | Соперник                                      | Счёт                                          | Голы                                          | Соревнование                                  |
| --------------------------------------------- | --------------------------------------------- | -------------------------------------------------- | --------------------------------------------- | --------------------------------------------- | --------------------------------------------- | --------------------------------------------- |
| 1                                             | 21 мая 2014                                   | Олимпийский стадион Адем Яшари, Косовска-Митровица | Турция                                        | 1:6                                           | —                                             | Товарищеский матч                             |
| 2                                             | 25 мая 2014                                   | Стад де Женев, Женева                              | Сенегал                                       | 1:3                                           | —                                             | Товарищеский матч                             |

Итого: 2 матча / 0 голов; eu-football.info.